# Wallyson Mallmann
Wallyson Teixeira Mallmann (Mato Grosso do Sul, 16 febbraio 1994) è un calciatore brasiliano, centrocampista svincolato.

## Caratteristiche tecniche
È un centrocampista centrale.

## Statistiche

### Presenze e reti nei club
Statistiche aggiornate al 25 settembre 2019.
| Stagione        | Squadra          | Campionato      | Campionato | Campionato | Coppe nazionali | Coppe nazionali | Coppe nazionali | Coppe continentali | Coppe continentali | Coppe continentali | Altre coppe | Altre coppe | Altre coppe | Totale | Totale |
| Stagione        | Squadra          | Comp            | Pres       | Reti       | Comp            | Pres            | Reti            | Comp               | Pres               | Reti               | Comp        | Pres        | Reti        | Pres   | Reti   |
| --------------- | ---------------- | --------------- | ---------- | ---------- | --------------- | --------------- | --------------- | ------------------ | ------------------ | ------------------ | ----------- | ----------- | ----------- | ------ | ------ |
| 2014-2015       | Sporting Lisbona | PL              | 1          | 0          | CP+TL           | 0+4             | 0               |                    | -                  | -                  | -           | -           | -           | 5      | 0      |
| 2015-2016       | Nizza            | L1              | 17         | 0          | CF+CL           | 1+2             | 0               |                    | -                  | -                  | -           | -           | -           | 20     | 0      |
| 2016-gen. 2017  | Standard Liegi   | D1              | 2          | 0          | CB              | 0               | 0               | UEL                | 0                  | 0                  | -           | -           | -           | 2      | 0      |
| gen-giu. 2017   | Moreirense       | PL              | 1          | 0          | CP+TL           | 0               | 0               |                    | -                  | -                  | -           | -           | -           | 1      | 0      |
| gen-giu. 2018   | Vitória Setúbal  | PL              | 7          | 0          | CP              | 0               | 0               |                    | -                  | -                  | -           | -           | -           | 0      | 0      |
| 2018-2019       | Estoril Praia    | SL              | 10         | 0          | CP              | 0               | 0               |                    | -                  | -                  | -           | -           | -           | 10     | 0      |
| Totale carriera | Totale carriera  | Totale carriera | 38         | 0          |                 | 7               | 0               |                    | 0                  | 0                  |             | -           | -           | 45     | 0      |

## Palmarès
- Taça de Portugal: 1

Sporting Lisbona: 2014-2015